# Mamertijnse gevangenis
De Mamertijnse gevangenis, of Mamertinum (Latijn: Carcer) was de staatsgevangenis van het Oude Rome.
De gevangenis stond bij het Forum Romanum, aan de voet van de Capitolijn, tussen de Tempel van Concordia en de Curia Julia. Het gebouw is gedeeltelijk bewaard gebleven, maar was oorspronkelijk groter. De gevangenis strekte zich uit langs de voet van de Capitolijn, waar meerdere cellen naast elkaar lagen die in de gangen van voormalige tufsteenmijnen in de heuvelhelling waren gebouwd. Van het oorspronkelijke gebouwen resteren nog twee cellen en een deel van de façade, met de zogenaamde "poort der schande". De bewaard gebleven cellen zijn twee boven elkaar gelegen ruimtes; de Carcer (boven) en het Tullianum (onder). De twee ruimtes staan met elkaar in verbinding door een gat in het plafond. Het Tullianum is het oudste deel en werd waarschijnlijk in de 3e eeuw v.Chr. gebouwd.
De gevangenis was niet bedoeld voor langdurige opsluiting, de meeste gevangenen werden korte tijd vastgehouden. Anderen waren echter ter dood veroordeeld en werden hier vastgezet en geëxecuteerd. Vaak gebeurde dit door verwurging, in andere gevallen werden de gevangenen doodgehongerd. De bekendste slachtoffers waren de Gallische koning Vercingetorix en Jugurtha, de koning van Numidië. Nadat de gevangenen waren overleden werd hun lijk van de naastgelegen Gemonische trappen naar beneden gegooid en vervolgens in de Tiber gedumpt. De gevangenis is zeker tot in de 4e eeuw in gebruik gebleven.
Boven op de gevangenis werd in de 16e eeuw de kerk San Giuseppe dei Falegnami gebouwd, waarschijnlijk in 1597 door G.P. Montano voor het gilde van de timmerlieden.

## De Carcer
De ingang van de Carcer ligt in het portaal onder de kerk. Een deel van de antieke travertijnen façade is hier nog zichtbaar. De Latijnse tekst meldt een restauratie door Marcus Vibius Rufinus en Marcus Cocceius Nerva die ergens tussen 39 en 42 n.Chr. werd uitgevoerd. Via een trap betreedt men de Carcer. Deze ruimte heeft een halfronde vorm en is ongeveer vijf meter lang, breed en hoog en is opgetrokken uit tufsteen. Zij werd waarschijnlijk in de 2e eeuw v.Chr. gebouwd. Oorspronkelijk lagen er achter de Carcer meer van dit soort celruimtes.
Het Nederlandse woord kerker is van Carcer afgeleid.
Sinds de 15e eeuw wordt deze ruimte de San Pietro in Carcere genoemd, naar de gevangenschap van Petrus rond 64 n.Chr. Zij diende als crypte voor de bovengelegen kerk. In de ruimte is een altaar gebouwd en aan de muur zijn nog christelijke fresco's zichtbaar.

## Het Tullianum
Het Tullianum is een cirkelvormige kerker direct onder de Carcer. Oorspronkelijk kon het alleen betreden worden via het gat in het plafond, maar in de moderne tijd is een trap gebouwd, die vanuit de Carcer naar beneden leidt. Het Tullianum heeft een diameter van vijf en een hoogte van twee meter. De kerker is gebouwd met blokken peperino (vulkanische steen). De bouw wordt gedateerd op de 3e eeuw v.Chr.
De Romeinse geschiedschrijvers Varro en Festus meldden dat het Tullianum al in de koningstijd was gebouwd, en dat het zijn naam dankt aan koning Servius Tullius, die de gevangenis zou hebben laten bouwen in de 6e eeuw v.Chr. Livius meldt dat koning Ancus Martius de bouwheer was. De achtergrond van de naam is niet duidelijk, mogelijk verwijst hij naar een bron ("tullius") die hier in de vroege oudheid ontsprong, maar later is drooggevallen.
Het Tullianum was de dodencel en hier vonden de executies plaats. De gevangenen werden door het gat in het plafond naar beneden gelaten en daar gewurgd met een touw of simpelweg doodgehongerd.

### Antieke beschrijving
De schrijver Sallustius (86-34 v.Chr.) geeft een naargeestige beschrijving van het Tullianum in diens De Catilinae coniuratione:

Est in carcere locus, quod Tullianum appelatur, ubi paululum ascenderis ad laevam, circiter duodecim pedes humi depressus. Eum muniunt undique parietes atque
insuper camera lapideis fornicibus iuncta; sed inculta, tenebris, odore foeda atque terribilis eius facies est.

Vertaling:

Als men dan links naar boven gaat, is er in de gevangenis een plek die het Tullianum wordt genoemd; ongeveer 3,6 meter diep ingegraven. Hij is van alle kanten ommuurd en overdekt met een gewelf gevormd uit bogen en stenen; maar door de verwaarlozing, de duisternis en de stank is de aanblik afstotend en onheilspellend.

## De legende van Petrus en Paulus
Volgens een middeleeuwse legende waren ook de apostelen Petrus en Paulus in de Carcer gevangengezet, maar daarvoor is geen verder bewijs. De legende vertelt dat Petrus zijn bewakers doopte met het water uit een bron die hij liet ontspringen. Aan het begin van de trap naar beneden is een vlak stukje muur te zien met een kleine deuk: hier zou Petrus zijn hoofd gestoten hebben. In het Tullianum is een klein altaar voor Petrus gebouwd, waarop het omgedraaide kruis van Petrus staat afgebeeld. Ernaast staat de paal waar Petrus aan zou zijn vastgebonden.

## Naam
De naam Mamertijns komt waarschijnlijk van het Latijnse Mamertinus (van Mamers, een andere naam voor de oorlogsgod Mars). Soldaten uit Campanië (die na de dood van hun aanvoerder, Agathocles, in 289 v.Chr. de stad Messina op Sicilië bezetten) noemden zichzelf zonen van Mars, Mamertini. De link met de gevangenis is onduidelijk, de naam dateert uit de middeleeuwen en verwijst mogelijk naar het nabij gelegen Altaar van Mars.

## Bekende gevangenen
De belangrijkste gevangenen staan vermeld op een marmeren plaat in de gevangenis, de bekendste hiervan zijn:
- Volgelingen van de Gaius Gracchus; 123 v.Chr.; gewurgd
- Jugurtha; Koning van Numidië; 104 v.Chr.; uitgehongerd
- Samenzweerders van Catilina; 63 v.Chr.; gewurgd
- Vercingetorix; Koning van Gallië; 46 v.Chr.; gewurgd

## Afbeeldingen

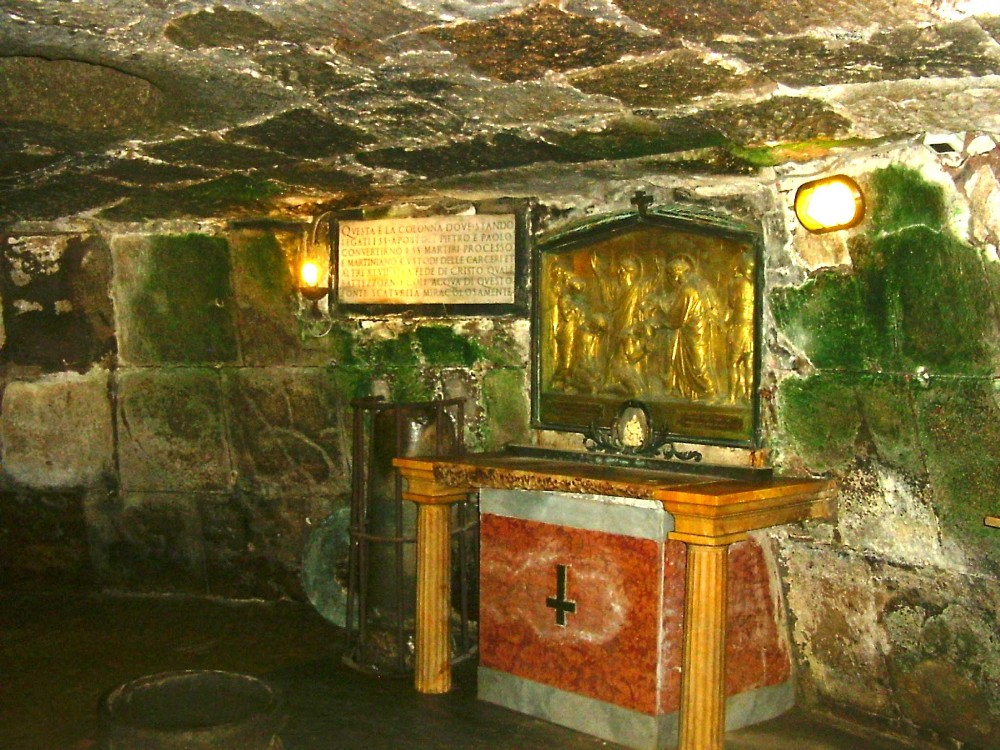
Tullianum
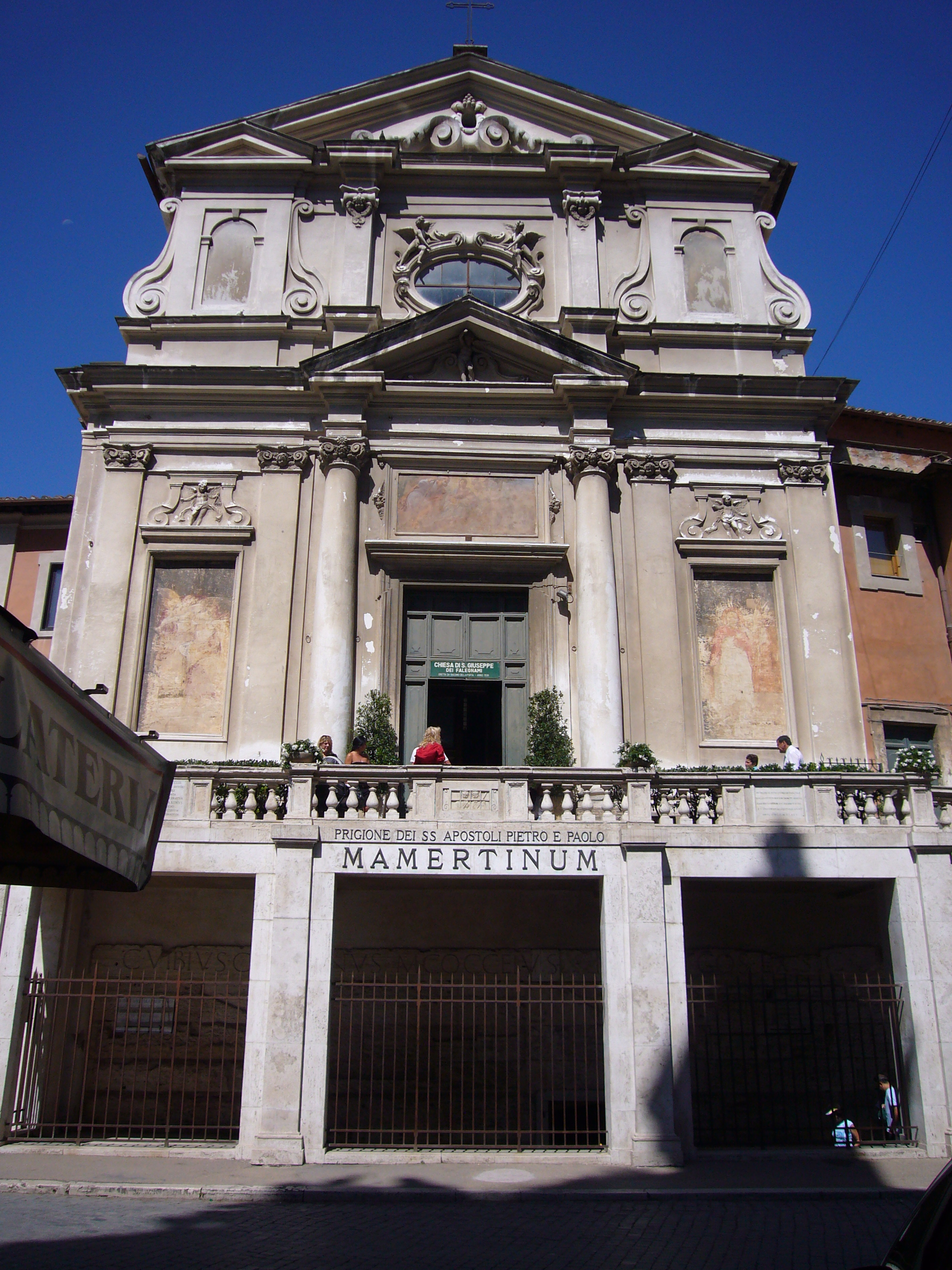
De Mamertijnse gevangenis onder de kerk San Giuseppe dei Falegnami
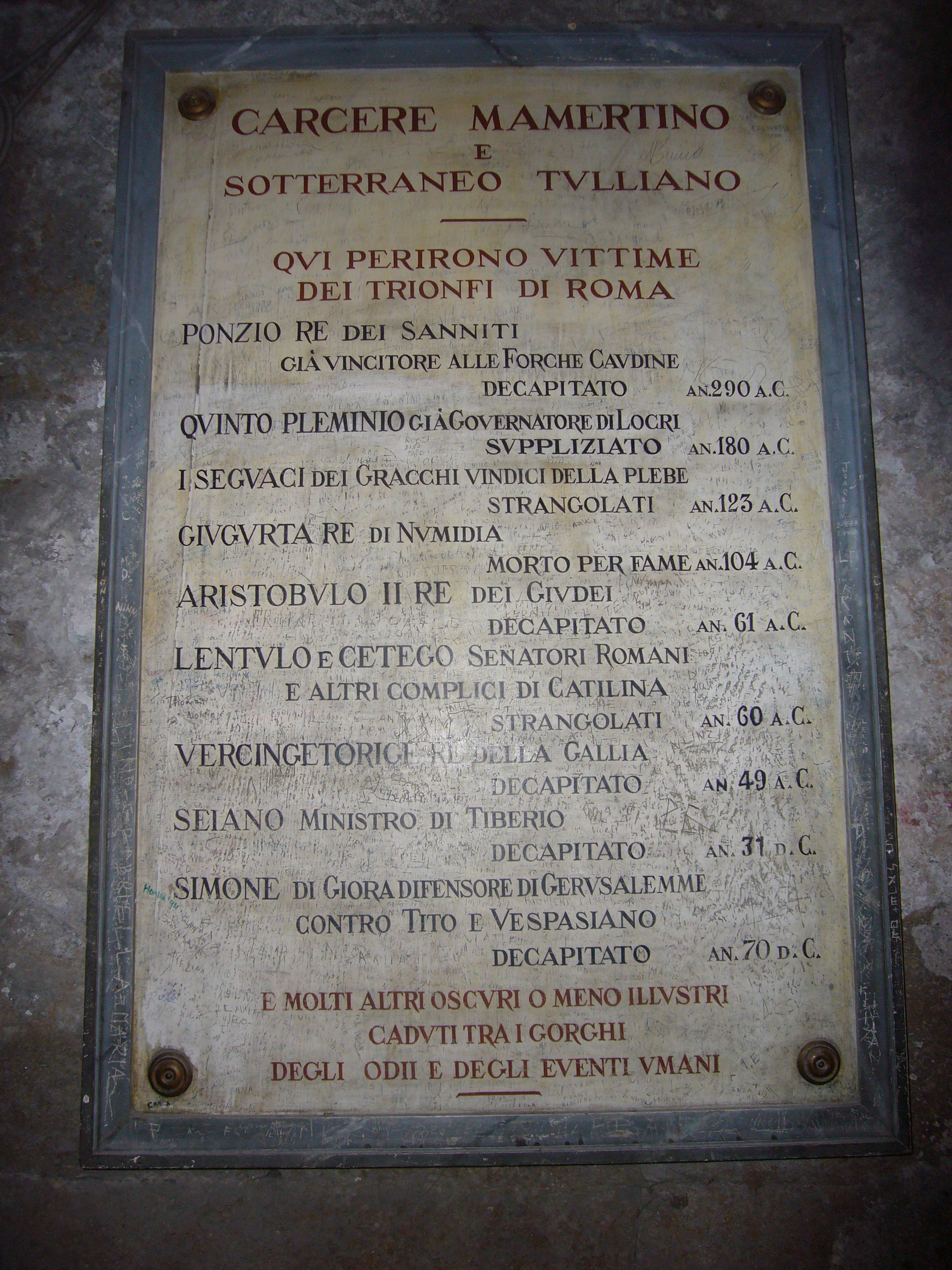